# Catedral de Téramo
El Duomo de Teramo es la catedral situada en Teramo (Abruzzo), Italia. Está dedicada a la Asunción de la Virgen María y a Bernardo da Pagliara, santo patrón de la ciudad. El edificio, que conjuga los estilos románico y gótico, fue consagrado en 1176.

## Historia y descripción
La construcción de la iglesia comenzó en 1158 bajo el mandato del obispo Guido II de Teramo con la intención de acoger las reliquias de San Bernardo da Pagliara tras la destrucción de la vieja Catedral, Santa María Aprutensis, por Roberto III de Loritello en 1155. La obra finalizó en 1176 y seguía principalmente el estilo románico. Tenía una nave, techumbre en celosía y un tiburio octogonal central. Parte de las piedras usadas en la construcción fueron tomadas del teatro y el anfiteatro romano cuyos restos se encuentran aún a solo unos pasos del edificio.

Plano de la Catedral.

Entre 1331 y 1335, el obispo Nicolás degli Arcioni modificó la Catedral en gran medida. La zona norte del edificio fue prolongado eliminando el ábside y creando una nueva alineación con el resto de la construcción. Esta nueva parte fue construida siguiendo el estilo gótico, con arcadas ojivales y fachada propia con una puerta cegada. Asimismo se le agregó una nueva puerta flanqueada por columnas sujetadas con leones y decorada con mosaicos confeccionados por el maestro romano Deodato y algunas esculturas atribuidas a Nicolás de Guardiagrele. En mitad del arquitrabe se colocaron los escudos de armas del obispo Nicolás degli Arcioni y de las ciudades de Teramo y Atri. La forma actual de la fachada, incluidos los símbolos ghibelinos, es el resultado de modificaciones posteriores.
A finales del siglo XV, se construyó el tímpano gótico triangular que preside la puerta principal. En la misma época Antonio da Lodi diseñó la linterna octogonal de la torre, cuya construcción se había alargado desde el siglo XII con la construcción de las secciones baja y media.
En el siglo XVIII, bajo el mandato del obispo Tommasio Alessio di Rossi, el templo fue ampliamente modificado de nuevo para adaptarlo al estilo barroco. Desaparecen los intercolumnios primitivos y se construyen dos cúpulas sostenidos por pilares, además se añade una decoración con estuco para uniformar las zonas nuevas con las más antiguas. Por otra parte, se abrieron pequeños portalones al exterior y se construyó la gran capilla de San Bernardo.
Las nuevas ideas arquitectónicas del siglo XX llevaron a la destrucción de la gran mayoría de reformas realizadas en el edificio para trasladarlo a su estado original en el Medievo. Así, entre 1932 y 1935 se reconstruyó gran parte del núcleo románico. Al mismo tiempo, se derribaron los numerosos edificios adosados a la Catedral y el arco que la unía con el obispado teramano. En 2007, tras tres años de reformas, el Duomo fue reabierto al público.

## Obras de Arte
La principal obra de arte del templo es el Palio de Teramo, creado por Nicolás de Guardiagrele, quien trabajó en ella entre 1433 y 1488. Este antependium del altar reemplazó al primitivo, también de gran calidad, que fue robado durante los sucesos posteriores a la muerte del rey Ladislao I de Nápoles. La pieza, que cubre la delantera del altar, está formada por 35 piezas de plata repujada con diferentes escenas de la Pasión y colocadas en cuatro hileras horizontales sobre una base de madera noble con incrustaciones de cristal esmaltado.
También es notable el gran políptico ejecutado en 1439 por Jacobello del Fiore. La obra está compuesta por dieciséis tablas con diferentes escenas religiosas, entre las que destaca principalmente la coronación de Cristo por la Virgen, bajo los cuales se representa una vista de Teramo en la época.

## Recursos
- Wikimedia Commons alberga una categoría multimedia sobre Catedral de Téramo.